# Вімінальські ворота
Порта Вімінал, Вімінальська брама (лат. Porta Viminalis, італ. Porta Viminale) — колишня міська брама у Сервієвієвому мурі в Римі.

## Історія

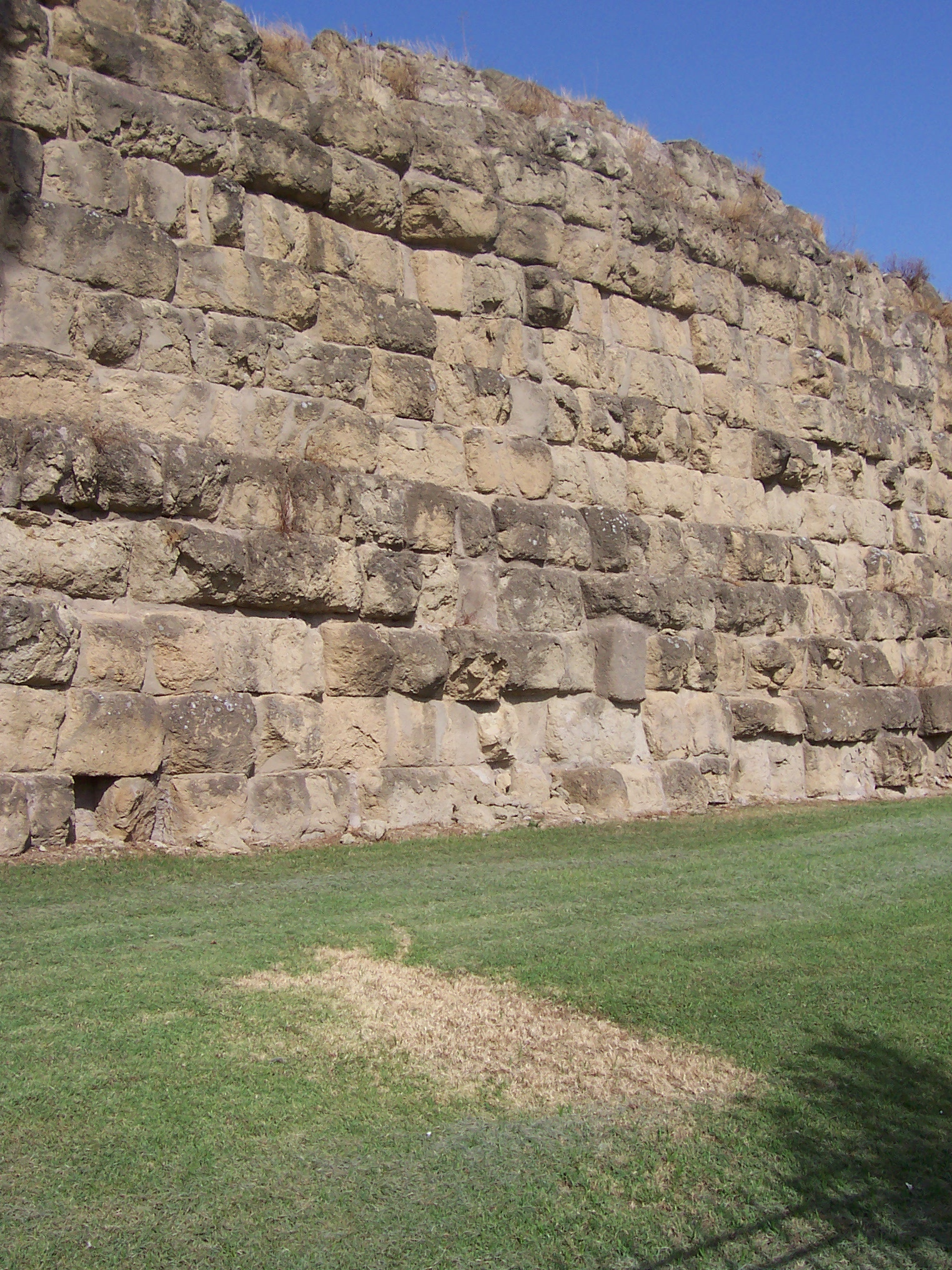
Сервіїв мур біля станції Терміні

Порта Вімінал знаходилися на пагорбі Вімінал, у північно-східній частині стіни в центрі добре укріпленої її ділянки — agger (вал Сервія Тулія). З міста до воріт вела дорога vicus Patricius та лінія акведуків Aqua Iulia, Aqua Tepula, Aqua Marcia яка проходила в місто у північній частині брами Руїни Вімінальської брами збереглися на теперішній Piazza dei Cinquecento біля вокзалу Терміні.